# Tifra
Tifra è un comune dell'Algeria, situato nella provincia di Béjaïa.